# The Jimmy Durante Show
The Jimmy Durante Show foi um programa de variedade apresentado pelo ator e comediante Jimmy Durante na rede de televisão NBC.

## Produção
Produzido por William Harmon e Edward Buzzell, e filmado nos estúdios da RKO Pictures em Los Angeles, o Jimmy Durante Show era o mais popular programa de variedades da sua época, o show era transmitido pela rede NBC.
Cada episódio contava com a participação de um artista diferente, Bob Hope, Peter Lawford, Milton Berle, Gina Lollobrigida, Donald O'Connor, e Danny Thomas foram alguns famosos que apareceram na série.
Porém os convidados que mais participaram do The Jimmy Durante Show foram o pianista Liberace - convidado três vezes - e a cantora brasileira Carmen Miranda (com duas participações), um fato marcante no programa ocorreu justamente com Carmen, no dia 4 de agosto de 1955 durante sua apresentação no programa, ela teve um súbito desmaio e foi amparada por Jimmy Durante, logo depois colocou a mão no peito e, sorridente, reclamou que estava sem fôlego. Mesmo assim continuou com o show. Ao final, Jimmy agradece a sua presença e, junto com os músicos do Bando da Lua, se despede acompanhando-a até a porta do cenário. Esse é o último registro de Carmen Miranda viva, na madrugada do dia 5 ela morreria em sua casa em Beverly Hills, vitima de um ataque cardíaco. O episódio com a sua participação foi exibido dois meses depois, em 15 de outubro de 1955, e reapresentado em 27 de julho de 1957.

## Transmissão
O programa foi ao ar pela primeira vez em 2 de outubro de 1954, seu ultimo episódio foi exibido em 23 de junho de 1956. Em 1957, o programa Caesar's Hour de Sid Caesar assumiu o lugar do The Jimmy Durante Show na NBC.